# L'Andénia
L'Andénia és un topònim menor, assimilat actualment en el seu ús al d'una partida rural, que es correspon amb un despoblat pertanyent al municipi de Xestalgar, l'única construcció del qual és l'anomenada Casa de l'Andénia, edifici senyorial de l'edat moderna, en estat ruïnós.

## Localització
L'Andénia es localitza a la banda dreta del riu Túria, al costat del camí vell de Xestalgar a Bugarra, en una zona coneguda com l'ombria de l'Andénia ("Umbría de La Andenia") a uns 3,5 km a llevant del nucli urbà de Xestalgar anant-hi pel susdit camí, i a uns 2,8 km en línia recta. A la Casa de l'Andénia li corresponen les coordenades 39º36'10.70" N i 00º48'07.00" W, i es troba a una altitud de 215 m sobre el nivell de la mar.

## Història
A l'època de la conquesta cristiana del territori valencià, l'Andénia era una alqueria islàmica constituïda per una torre defensiva i un reduït nucli de poblament envoltat de terres de cultiu ("turris et alcharea vocata de Landenya"). La variabilitat toponímica històrica entre formes com Lendenya, Alendenya o Endenya, reforça la idea d'un hàbitat islàmic. La versió castellana actual del topònim és La Andenia.
La documentació prova que els senyors de Xestalgar van lluitar pel manteniment demogràfic de l'alqueria de l'Andénia mitjançant la rebaixa d'imposts als mudèjars que l'habitaven. No obstant això, al llarg de la baixa edat mitjana, aquest reduït nucli de poblament anà quedant deshabitat, encara que les construccions continuaren utilitzant-se. L'expulsió dels moriscs (1609) va fer definitivament de l'Andénia un territori d'explotació agrícola, sense població permanent, concebut com una mena de mas. Durant l'Edat Moderna s'hi va construir la casa que encara subsisteix, afonant cases anteriors o aprofitant estructures físiques més antigues.